# Puntate di Dating Naked

## Stagione 1 (2014)
| nº | Titolo originale  | Prima TV originale |
| -- | ----------------- | ------------------ |
| 1  | Joe and Wee Wee   | 17 luglio 2014     |
| 2  | Steven and Taryn  | 24 luglio 2014     |
| 3  | Keegan and Diane  | 31 luglio 2014     |
| 4  | Chuck and Camille | 7 agosto 2014      |
| 5  | Mike and Candace  | 14 agosto 2014     |
| 6  | Greg and Ashley   | 21 agosto 2014     |
| 7  | AJ and Liddy      | 28 agosto 2014     |
| 8  | Mike and Moenay   | 4 settembre 2014   |
| 9  | Sean and Juliet   | 11 settembre 2014  |
| 10 | The Wedding       | 18 settembre 2014  |
| 11 | Joe and MJ        | 25 settembre 2014  |

## Stagione 2 (2015)
| nº | Titolo originale               | Prima TV originale |
| -- | ------------------------------ | ------------------ |
| 1  | Strip Down and Buckle Up       | 22 luglio 2015     |
| 2  | Catch and Release              | 22 luglio 2015     |
| 3  | Front-Runners and Back Burners | 29 luglio 2015     |
| 4  | Check and Mate                 | 5agosto 2015       |
| 5  | Two Young and Too Restless     | 12 agosto 2015     |
| 6  | Big Fights and Bald Heads      | 19 agosto 2015     |
| 7  | Smooches and Sabotages         | 26 agosto 2015     |
| 8  | Passive and Aggressive         | 2 settembre 2015   |
| 9  | Eavesdroppers and Ultimatums   | 9 settembre 2015   |
| 10 | Arrivals and Departures        | 16 settembre 2015  |

## Stagione 3 (2016)
| nº | Titolo originale              | Prima TV originale |
| -- | ----------------------------- | ------------------ |
| 1  | Stripped & Searching          | 29 giugno 2016     |
| 2  | Two-Faces and Suitcases       | 6 luglio 2016      |
| 3  | Drag and Drop                 | 13 luglio 2016     |
| 4  | Vamps and Gramps              | 20 luglio 2016     |
| 5  | Shark Bait and Heart Breaks   | 27 luglio 2016     |
| 6  | Lap Dances and Second Chances | 3 agosto 2016      |
| 7  | Pub Crawls and Great Balls    | 10 agosto 2016     |
| 8  | Reset and Game On             | 17 agosto 2016     |
| 9  | Hit It and Quit It            | 24 agosto 2016     |
| 10 | Kiss & Don't Tell             | 31 agosto 2016     |
| 11 | Chakras & Awe                 | 7 settembre 2016   |
| 12 | Returns & Exchanges           | 16 settembre 2016  |